# Kaiserpokal 1970
Der Kaiserpokal 1970 war die 50. Austragung des Kaiserpokals, des höchsten japanischen Fußballpokalwettbewerbs. Sieger des Wettbewerbs waren die Yanmar Diesel.

## Ergebnisse

### Viertelfinale
|                             | Ergebnis |                              |
| --------------------------- | -------- | ---------------------------- |
| Toyo Industries             | 4:0      | Universität Fukuoka          |
| Hitachi                     | 5:1      | Handelsuniversität Osaka     |
| Mitsubishi Heavy Industries | 4:0      | Wirtschaftsuniversität Osaka |
| Yanmar Diesel               | 4:2      | Hōsei-Universität            |

### Halbfinale
|                             | Ergebnis |               |
| --------------------------- | -------- | ------------- |
| Toyo Industries             | 2:1      | Hitachi       |
| Mitsubishi Heavy Industries | 2:2      | Yanmar Diesel |

### Finale
|                 | Ergebnis |               |
| --------------- | -------- | ------------- |
| Toyo Industries | 1:2      | Yanmar Diesel |